# 刘庆慧
刘庆慧（1951年2月—），男，山东寿光人，中华人民共和国政治人物。

## 生平
毕业于山东师范学院政史系政治专业。后供职于西藏自治区教科委民族教育研究所所长。1992年，担任西藏自治区教委副主任。1994年10月，担任西藏大学校长、党委副书记。2001年，担任西藏大学党委书记、校长。后当选西藏自治区政协副主席。